# Championnat de Tunisie masculin de handball 2019-2020
 (janvier 2021).
Si vous disposez d'ouvrages ou d'articles de référence ou si vous connaissez des sites web de qualité traitant du thème abordé ici, merci de compléter l'article en donnant les références utiles à sa vérifiabilité et en les liant à la section « Notes et références ».
Navigation
Saison précédente Saison suivante
La saison 2019-2020 du championnat de Tunisie masculin de handball est la 64e édition de la compétition. Elle est disputée en deux phases, une première où toutes les équipes se rencontrent en aller et retour en deux groupes de huit équipes et une seconde d'une unique poule de huit équipes, suivies par un super play-off avec une demi-finale et une finale.

## Équipes participantes
| Club                            | Classement 2018-2019 | Entraîneur        | Stade                            | Capacité théorique | Ville        |
| ------------------------------- | -------------------- | ----------------- | -------------------------------- | ------------------ | ------------ |
| Espérance sportive de Tunis     | 1re                  | Néjib Ben Thayer  | Salle Mohamed-Zouaoui            | 2 500              | Tunis        |
| Étoile sportive du Sahel        | 2e                   | Kamel Akkeb       | Salle olympique de Sousse        | 3 200              | Sousse       |
| Club africain                   | 3e                   | Anouar Ayed       | Salle Chérif-Bellamine           | 2 100              | Tunis        |
| El Makarem de Mahdia            | 4e                   | Hatem Boussoffara | Salle Rached-Khouja              | 2 300              | Mahdia       |
| Club sportif de Sakiet Ezzit    | 5e                   | Achraf Masmoudi   | Salle omnisports de Sakiet Ezzit | 1 500              | Sakiet Ezzit |
| Jendouba Sports                 | 6e                   | Salah Mannai      | Salle couverte de Jendouba       | 1 800              | Jendouba     |
| Sporting Club de Moknine        | 7e                   | Riadh Sanaa       | Salle omnisports de Moknine      | 2 000              | Moknine      |
| Club de handball de Jemmal      | 8e                   | Riadh Ben Saïd    | Salle couverte de Jemmal         | 2 000              | Jemmal       |
| Association sportive d'Hammamet | Play-out             | Néjib Ben Thayer  | Salle d'Hammamet                 | 3 000              | Hammamet     |
| Aigle sportif de Téboulba       | Play-out             | Mounir Hassen     | Salle de Téboulba                | 1 500              | Téboulba     |
| El Baath sportif de Béni Khiar  | Play-out             | Ghazi Louati      | Salle Dadouri de Béni Khiar      | 2 000              | Béni Khiar   |
| Jeunesse sportive de Chihia     | Play-out             | Issam Lahiani     | Salle couverte de Chihia         | 1 300              | Chihia       |
| Flèche sportive de Menzel Horr  | National B           | Naoufel Horri     | Salle couverte de Douar Hicher   | 1 500              | Menzel Horr  |
| Club sportif de Ksour Essef     | National B           |                   | Salle de Ksour Essef             | 2 000              | Ksour Essef  |
| Étoile sportive de Radès        | National B           |                   | Salle Taoufik-Bouhima            | 3 000              | Radès        |

- Promu de la Nationale B

## Compétition
Le barème de points servant à établir le classement se décompose ainsi :
- Victoire : 3 points ;
- Match nul : 2 points ;
- Défaite : 1 point ;
- Forfait et match perdu par pénalité : 0 point (résultat comptabilisé : 0-6).

## Première phase
- Qualifié pour les play-off.
- Reversé en play-out.

### Groupe A
|   | Équipe                          | Pts | J | G | N | P | Bp | Bc | Diff |
| - | ------------------------------- | --- | - | - | - | - | -- | -- | ---- |
| 1 | Espérance sportive de Tunis     | 0   | 0 | 0 | 0 | 0 | 00 | 00 |      |
| 2 | El Makarem de Mahdia            | 0   | 0 | 0 | 0 | 0 | 00 | 00 |      |
| 3 | Sporting Club de Moknine        | 0   | 0 | 0 | 0 | 0 | 00 | 00 |      |
| 4 | Association sportive d'Hammamet | 0   | 0 | 0 | 0 | 0 | 00 | 00 |      |
| 5 | Club de handball de Jemmal      | 0   | 0 | 0 | 0 | 0 | 00 | 00 |      |
| 6 | El Baath sportif de Béni Khiar  | 0   | 0 | 0 | 0 | 0 | 00 | 00 |      |
| 7 | Étoile sportive de Radès        | 0   | 0 | 0 | 0 | 0 | 00 | 00 |      |
| 8 | Sporting Club de Moknine        | 0   | 0 | 0 | 0 | 0 | 00 | 00 |      |

### Groupe B
|   | Équipe                         | Pts | J | G | N | P | Bp | Bc | Diff |
| - | ------------------------------ | --- | - | - | - | - | -- | -- | ---- |
| 1 | Étoile sportive du Sahel       | 0   | 0 | 0 | 0 | 0 | 00 | 00 |      |
| 2 | Club africain                  | 0   | 0 | 0 | 0 | 0 | 00 | 00 |      |
| 3 | Club sportif de Sakiet Ezzit   | 0   | 0 | 0 | 0 | 0 | 00 | 00 |      |
| 4 | Club sportif de Ksour Essef    | 0   | 0 | 0 | 0 | 0 | 00 | 00 |      |
| 5 | Jendouba Sports                | 0   | 0 | 0 | 0 | 0 | 00 | 00 |      |
| 6 | Jeunesse sportive de Chihia    | 0   | 0 | 0 | 0 | 0 | 00 | 00 |      |
| 7 | Aigle sportif de Téboulba      | 0   | 0 | 0 | 0 | 0 | 00 | 00 |      |
| 8 | Flèche sportive de Menzel Horr | 0   | 0 | 0 | 0 | 0 | 00 | 00 |      |

## Deuxième phase
- Qualifié pour les super play-off.

### Play-off
|   | Équipe                          | Pts | J | G | N | P | Bp | Bc | Diff |
| - | ------------------------------- | --- | - | - | - | - | -- | -- | ---- |
| 1 | Étoile sportive du Sahel        | 35  | 7 | 0 | 0 | 0 | 00 | 00 |      |
| 2 | Espérance sportive de Tunis     | 32  | 7 | 0 | 0 | 0 | 00 | 00 |      |
| 3 | Association sportive d'Hammamet | 30  | 7 | 0 | 0 | 0 | 00 | 00 |      |
| 4 | Club sportif de Sakiet Ezzit    | 26  | 7 | 0 | 0 | 0 | 00 | 00 |      |
| 5 | Club africain                   | 23  | 7 | 0 | 0 | 0 | 00 | 00 |      |
| 6 | Club sportif de Ksour Essef     | 23  | 7 | 0 | 0 | 0 | 00 | 00 |      |
| 7 | El Makarem de Mahdia            | 21  | 7 | 0 | 0 | 0 | 00 | 00 |      |
| 8 | Sporting Club de Moknine        | 17  | 7 | 0 | 0 | 0 | 00 | 00 |      |

## Troisième phase (super play-off)
|  | Demi-finales                | Demi-finales     |                             |        | Finale            | Finale            |
|  | Demi-finales                | Demi-finales     |                             |        | Finale            | Finale            |
|  |                             |                  |                             |        |                   |                   |
|  | 7 septembre 2020            | 7 septembre 2020 |                             |        | 11 septembre 2020 | 11 septembre 2020 |
|  | 7 septembre 2020            | 7 septembre 2020 |                             |        | 11 septembre 2020 | 11 septembre 2020 |
|  | Espérance sportive de Tunis | 23               |                             |        | 11 septembre 2020 | 11 septembre 2020 |
|  | Espérance sportive de Tunis | 23               |                             |        | 11 septembre 2020 | 11 septembre 2020 |
|  | AS Hammamet                 | 20               |                             |        | 11 septembre 2020 | 11 septembre 2020 |
|  | AS Hammamet                 | 20               | Espérance sportive de Tunis | 33     |                   |                   |
|  | 8 septembre 2020            |                  | Espérance sportive de Tunis | 33     |                   |                   |
|  |                             | CS Sakiet Ezzit  | 27                          |        |                   |                   |
|  | Étoile sportive du Sahel    | CS Sakiet Ezzit  | 27                          | 35 (2) |                   |                   |
|  | Étoile sportive du Sahel    |                  |                             | 35 (2) |                   |                   |
|  | CS Sakiet Ezziet            | 35 (4)           |                             |        |                   |                   |
|  | CS Sakiet Ezziet            | 35 (4)           |                             |        |                   |                   |

## Champion
| Champion de Tunisie 2019-2020 Espérance sportive de Tunis 32e titre |